# Стара Червена Вода
Стара Червена Вода (чеш. Stará Červená Voda) је насељено мјесто са административним статусом сеоске општине (чеш. obec) у округу Јесењик, у Оломоуцком крају, Чешка Република.

## Становништво
Према подацима о броју становника из 2014. године насеље је имало 658 становника.